# Ministre chargé de l'Action humanitaire
Le tableau ci-dessous liste les personnalités membres du gouvernement français titulaires du poste responsable des questions de l'action humanitaire.

## Liste des titulaires
Les dates indiquées sont les dates de prise ou de cessation des fonctions, qui sont en général la veille de la date du Journal officiel dans lequel est paru le décret de nomination.
| Ministre délégué ou secrétaire d'État           | Ministre délégué ou secrétaire d'État             | Ministre délégué ou secrétaire d'État | Intitulé                                                                   | Parti politique                   | Ministre de tutelle               | Ministre de tutelle               | Intitulé                          | Gouvernement                      | Début                             | Fin                               |
| Présidence de François Mitterrand               | Présidence de François Mitterrand                 | Présidence de François Mitterrand     | Présidence de François Mitterrand                                          | Présidence de François Mitterrand | Présidence de François Mitterrand | Présidence de François Mitterrand | Présidence de François Mitterrand | Présidence de François Mitterrand | Présidence de François Mitterrand | Présidence de François Mitterrand |
| ----------------------------------------------- | ------------------------------------------------- | ------------------------------------- | -------------------------------------------------------------------------- | --------------------------------- | --------------------------------- | --------------------------------- | --------------------------------- | --------------------------------- | --------------------------------- | --------------------------------- |
|                                                 |                                                   | Bernard Kouchner                      | Secrétaire d'État chargé de l'Action humanitaire                           | DVG                               |                                   | Michel Rocard                     | Premier ministre                  | Rocard 2                          | 28 juin 1988                      | 17 mai 1991                       |
| Roland Dumas                                    | Ministre d'État, ministre des Affaires étrangères | Bernard Kouchner                      | Secrétaire d'État chargé de l'Action humanitaire                           | DVG                               | Cresson                           | 17 mai 1991                       | 4 avril 1992                      |                                   |                                   |                                   |
| Ministre de la Santé et de l'Action humanitaire | Plein exercice                                    | Plein exercice                        | Plein exercice                                                             | DVG                               | Bérégovoy                         | 4 avril 1992                      | 30 mars 1993                      |                                   |                                   |                                   |
|                                                 |                                                   | Lucette Michaux-Chevry                | Ministre déléguée chargée de l'Action humanitaire et des Droits de l'homme | RPR                               |                                   | Alain Juppé                       | Ministre des Affaires étrangères  | Balladur                          | 30 mars 1993                      | 18 mai 1995                       |
| Présidence de Jacques Chirac                    |                                                   |                                       |                                                                            |                                   |                                   |                                   |                                   |                                   |                                   |                                   |
|                                                 |                                                   | Xavier Emmanuelli                     | Secrétaire d'État chargé de l'Action humanitaire d'urgence                 | DVG                               |                                   | Alain Juppé                       | Premier ministre                  | Juppé 1 et 2,                     | 18 mai 1995                       | 4 juin 1997                       |

## Pour approfondir

### Décrets
Décrets relatifs à la composition du gouvernement ou aux attributions du ministre, parus au Journal officiel de la République française (JORF), sur Légifrance :
1. ↑  Décret du 28 juin 1988 portant nomination des membres du Gouvernement.
2. ↑  Décret du 17 mai 1991 relatif à la composition du Gouvernement.
3. ↑  Décret du 4 avril 1992 relatif à la composition du Gouvernement.
4. ↑  Décret du 30 mars 1993 relatif à la composition du Gouvernement.
5. ↑  Décret du 18 mai 1995 relatif à la composition du Gouvernement.
6. ↑  Décret du 7 novembre 1995 relatif à la composition du Gouvernement.

### Autres sources
1. ↑  Luc Le Vaillant, « Ministre de la charité : Xavier Emmanuelli, 59 ans, ancien de Médecins sans frontières, s'est découvert une foi en Jacques Chirac », Libération,‎ 13 janvier 1997 (lire en ligne).